# Leanira
Leanira (grec antic: Λεανείρας) va ser, segons la mitologia grega, una princesa espartana, filla d'Amiclas, rei d'Esparta.
Se la considerava germana d'Argalos, de Cinortes, de Jacint, d'Hàrpal, d'Hegesandra i de Polibea, i per alguns autors, de la nimfa Dafne.
Es va casar amb el rei Arcas, fill de Zeus i de Cal·listo. Van tenir diversos fills, entre ells Èlat, Afeidas, Azà i Trífil. Els dos primers van governar Arcàdia després de la mort del seu pare.